# Бойко Микола Миколайович (науковець)
Бойко Микола Миколайович (24 квітня 1928, с. Руське Поле, нині Тячівський район, Закарпатська область) — український економіст, фахівець у сфері лісопромислової економіки, трансформаційних процесів у регіональній економіці та сталого розвитку. Доктор економічних наук (1990), професор (1992), іноземний член Угорської академії наук (2001).

## Освіта і професійна діяльність
У 1954 році закінчив Львівський лісотехнічний інститут (нині — Національний лісотехнічний університет України), після чого працював на керівних та інженерних[джерело?] посадах у системі лісової промисловості Закарпатської області. У 1960-х роках[джерело?] був активним учасником[джерело?] адміністративно-партійної роботи, займаючи посади, пов’язані з управлінням виробничими процесами в регіоні[джерело?].
Із 1971 року — на викладацькій та науковій роботі[джерело?] в Ужгородському національному університеті (УжНУ): спочатку доцент, у 1973–1984 роках — декан загальнотехнічного факультету. Із 1990 року — професор кафедри економіки, менеджменту та маркетингу.

## Наукова діяльність
Наукові інтереси Миколи Бойка зосереджені на економіці лісопромислового комплексу, зокрема на дослідженні шляхів підвищення ефективності виробництва з урахуванням екологічних, економічних та соціальних чинників. Його підхід передбачав поєднання економічного аналізу з принципами сталого природокористування, що було новаторським для свого часу.[джерело?]
Особливу увагу вчений приділяв питанням трансформації економіки Закарпаття в умовах переходу до ринкових відносин, вивчав проблеми регіонального розвитку, ефективності підприємництва, а також модернізації управлінських структур в умовах децентралізації.[джерело?]
Автор численних наукових праць, серед яких монографії, статті у фахових виданнях, аналітичні матеріали з економіки регіонів. Під його керівництвом підготовлено кілька кандидатських дисертацій.[джерело?]

## Громадська та міжнародна діяльність
З 1998 року — голова Асоціації економістів Закарпаття, громадського наукового об’єднання, яке об’єднує фахівців регіону з питань економіки, екології, соціального розвитку. Завдяки його ініціативам було проведено низку регіональних наукових конференцій з актуальних економічних проблем Закарпаття.[джерело?]
У 2001 році обраний іноземним членом Угорської академії наук, що засвідчило міжнародне визнання його наукового доробку, зокрема в дослідженнях транскордонного співробітництва та економічної інтеграції Карпатського регіону.[джерело?]

## Внесок та значення
Микола Бойко зробив значний внесок у становлення та розвиток регіональної економічної науки в Україні, поєднуючи теоретичні засади з практикою управління промисловими і природоорієнтованими галузями. Його науковий підхід був спрямований на забезпечення балансу між економічною доцільністю, екологічною безпекою та соціальною відповідальністю, що набуло особливої актуальності в контексті сучасних викликів сталого розвитку.[джерело?]

## Основні праці[2]
- Ліс і меблі. Уж., 1964; Эффективность использования буковой древесины. Уж., 1978.
- Лесной производственный комплекс Украинских Карпат. Уж., 1989.
- Лісові ресурси: Ефективність їх використання й відтворення. Уж., 1994.
- Проблеми поліпшення діяльності лісового комплексу після найбільшої за масштабом повені у Закарпатті // Вісн. Ужгород. університету. Сер. Економіка. 1999. № 2.
- Проблеми формування та розвитку спеціальної економічної зони Закарпаття // Мат. міжнар. наук.-практ. конф. Наук. вісн. Ужгород. університету. Сер. Економіка. 2000. № 4.
- Регіональна глобалізація економіки — основа сталого розвитку // Наук. вісн. Ужгород. університету. Сер. Економіка. Спецвипуск. 2001. № 9.